# معرض النرويج الوطني

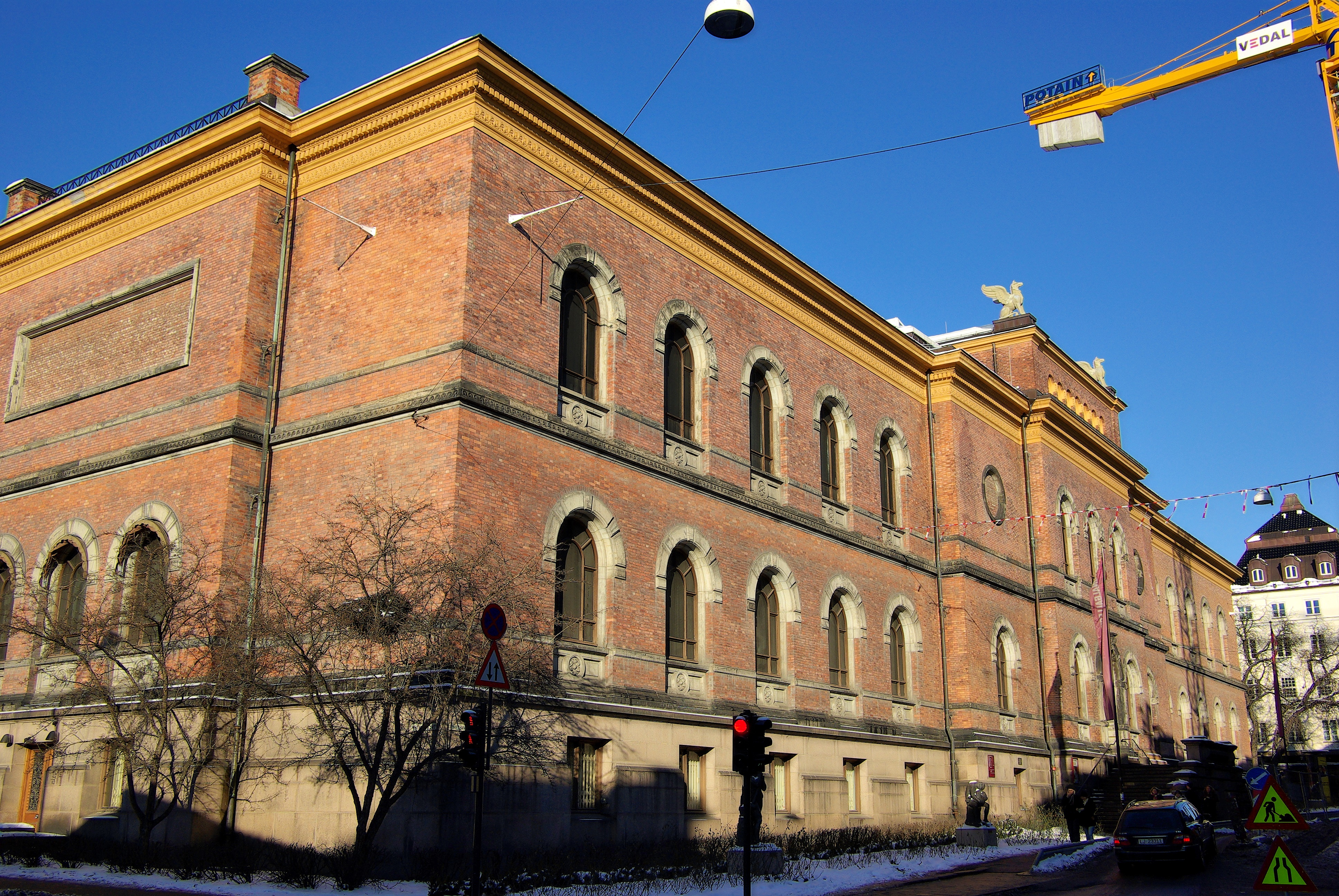
المعرض الوطني في أوسلو، النرويج

المعرض الوطني  (بالنرويجية: Nasjonalgalleriet) هو معرض في أوسلو، النرويج. منذ عام 2003 هو إداريًا جزء من المتحف الوطني للفنون والعمارة والتصميم.
في عام 2017 تكلفة القبول 100 كرونة نرويجية.

## التاريخ
تأسست عام 1842 بعد قرار برلماني من عام 1836. يقع في الأصل في القصر الملكي ، أوسلو ، وقد حصل على مبنى المتحف الخاص به في عام 1882، والذي صممه هاينريش إرنست شيرمر وأدولف شورمر. الأسماء السابقة للمتحف تشمل
متحف الدولة النرويجية للفنون الجميلة ومن 1903 إلى 1920 متحف ستاتينز كونست. ومن بين المديرين جينس ثيس (1908-1941) وسيغورد ويلوش (1946-1973) وكنوت بيرج (1975-1995) وتون سكيدسمو (1995-2000) وآنيكن ثيو (2001-2003).
تم الإبلاغ عن أنه تم تصنيف المعرض خطأً على أنه غير مناسب من الناحية الفنية للوحات في عام 2013. (دراسة سابقة - حول المتاحف - تاليفني ) لم تخلص أبدًا إلى مستوى اللياقة البدنية، وكان البرلمان النرويجي مضللاً بشأن الاستنتاجات التي لم تكن موجودة في الواقع.
في عام 2016، تضاعف سعر القبول بين عشية وضحاها.

## مجموعة

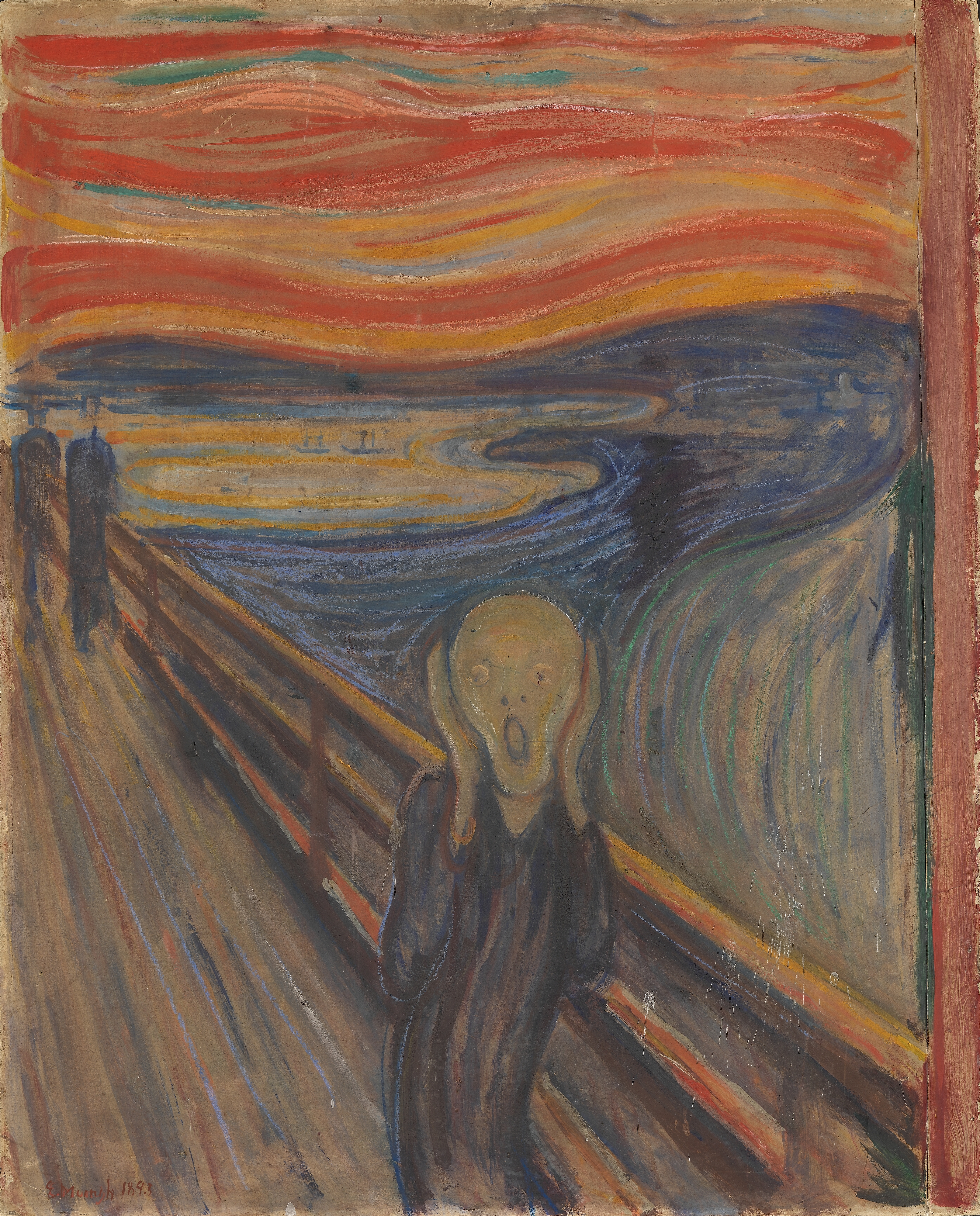
الصرخة ، 1893 لإدوارد مونش

يتضمن المعرض قطعًا للنحات جوليوس ميدلثون،  الرسامين يوهان كريستيان كلاوسن دال وإريك فيرينسكيولد وكريستيان كروغ بالإضافة إلى أعمال لإدوارد مونش بما في ذلك الصرخة ونسخة واحدة من مادونا.
يحتوي المتحف أيضًا على لوحات أوروبية رئيسية قديمة لرسامين مثل:
- إال غريكو ولوكاس كراناخ ( العصر الذهبي )
- وجايولي ( ذبيحة نوح)
- أورتسيو جنتيلسكي وأرتيميسا جنتلسكي وأندريا لوكاتيللي(مشهد باشانال)
- بيتر النجا(حامل الرسالة)
- فرديناند بول، دانيال دي بلييك (الكنيسة الداخلية)
- جاكوب فان دير أولفت ( الميناء البحري)
- كورنيليس بيسكوب (خياطة)
- كلود مونيه (يوم ممطر، إتريتات )
- وجان فان جوين. هناك أيضًا لوحات عالمية من القرنين التاسع عشر والعشرين لأرماند غيومين، وكارل سون، وأوغست رينوا، وبول سيزان، وبابلو بيكاسو. هناك أيضًا لوحات نرويجية لأدولف تيديماند وهانس جود وهارييت باكر ولارس جورد .

## هندسة معمارية
سيتم نقل مجموعة المتحف إلى مبنى جديد، سيفتتح في عام 2020 ويجمع جميع أقسام المعرض الوطني، باستثناء الهندسة المعمارية. المهندس المعماري للمبنى الجديد، الذي سيقع على واجهة المرفأ، وجزء من تطوير فيوردبين، هي الشركة الألمانية Kleihues + Kleihues. 